# Peloponnesiini
De Peloponnesiini zijn een geslachtengroep van vlinders in de familie van de zakjesdragers (Psychidae).

## Geslachten
- Peloponnesia Sieder, 1959
- Pseudofumea Rebel, 1935